# Потець (струмок)
Потець — струмок в Україні, у Тячівському районі Закарпатської області, правий доплив Апшиці (басейн Дунаю).

## Опис
Довжина річки приблизно 4 км. Формується з багатьох безіменних струмків.

## Розташування
Бере початок на північно-західних схилах гірської вершини Кічера. Тече переважно на південь через село Грушово і впадає у річку Апшицю, праву притоку Тиси.